# Houplin-Ancoisne
Houplin-Ancoisne är en kommun i departementet Nord i regionen Hauts-de-France i norra Frankrike. Kommunen ligger i kantonen Seclin-Nord som tillhör arrondissementet Lille. År 2022 hade Houplin-Ancoisne 3 301 invånare.

## Befolkningsutveckling
Antalet invånare i kommunen Houplin-Ancoisne
| Referens: INSEE |